# Ypthima arcuata
Ypthima arcuata är en fjärilsart som beskrevs av Matsumura 1919. Ypthima arcuata ingår i släktet Ypthima och familjen praktfjärilar. Inga underarter finns listade i Catalogue of Life.